# Evolutietheorie

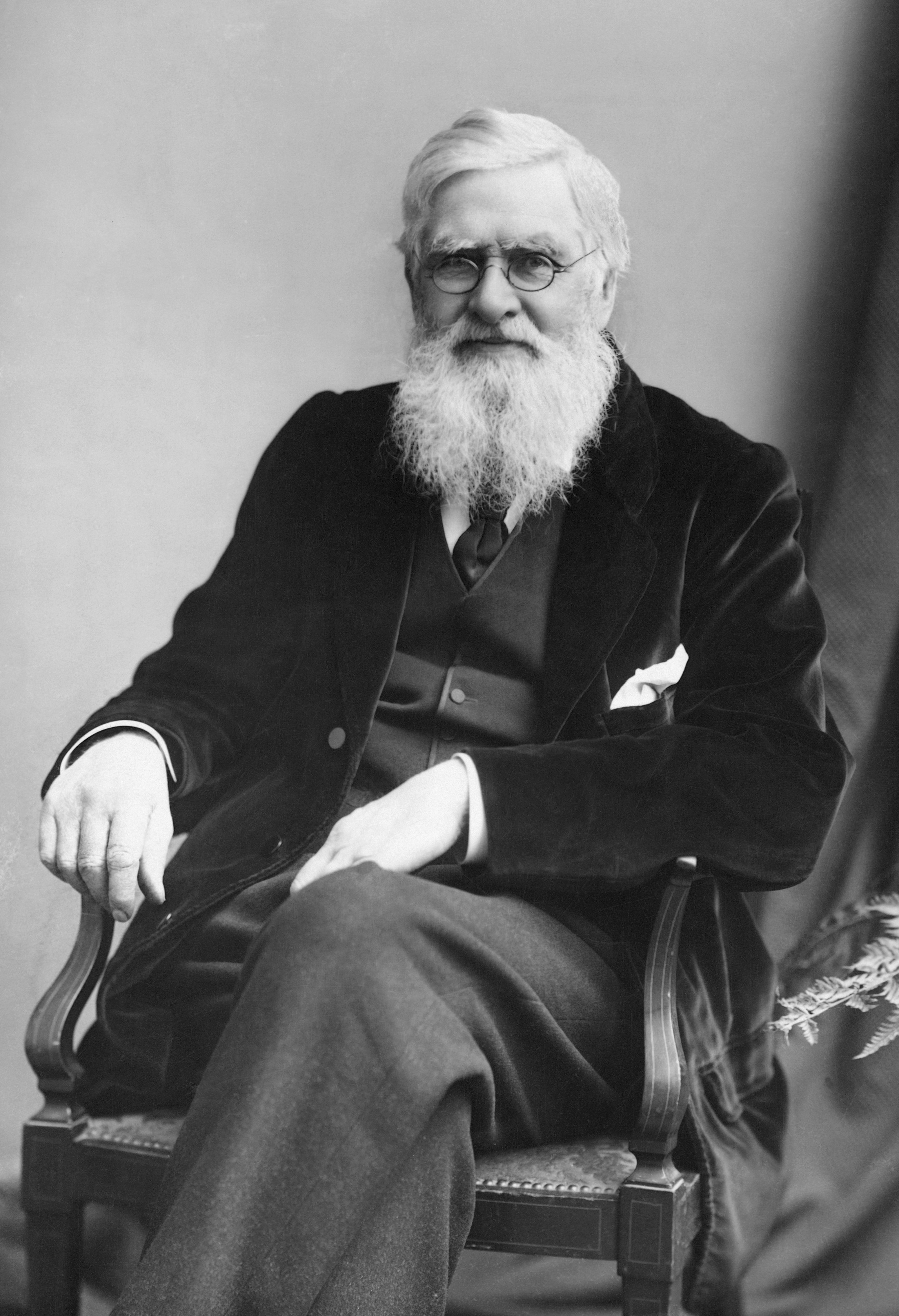
Alfred Russel Wallace (1823-1913), met Charles Darwin opsteller van de evolutietheorie. Wallace publiceerde in 1858 als eerste het idee dat natuurlijke selectie tot evolutie leidt. De foto dateert van rond 1895.

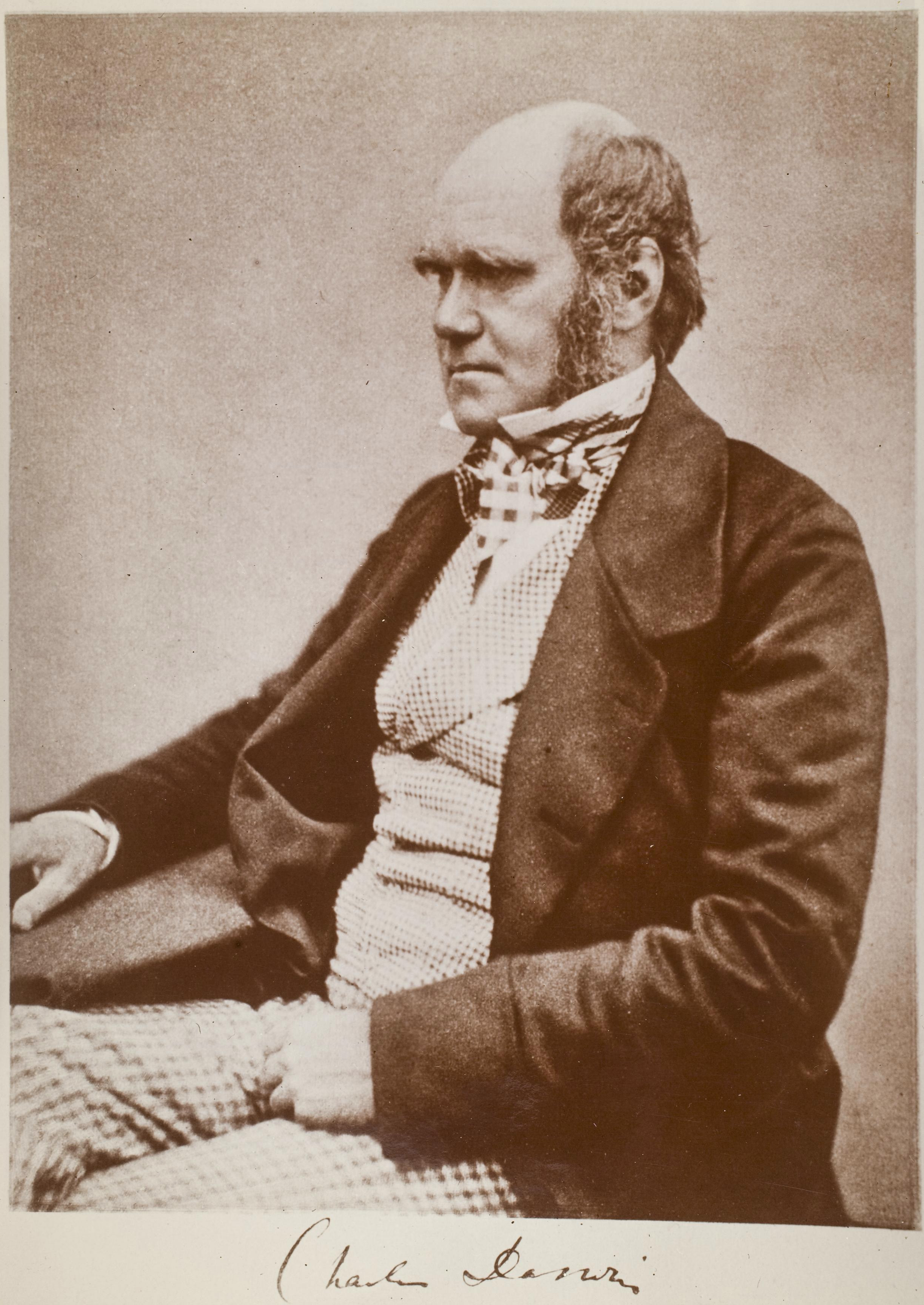
Charles Darwin (1809-1882), met Alfred Russel Wallace grondlegger van de evolutietheorie. Foto van rond 1854.

De evolutietheorie is de natuurwetenschappelijke verklaring voor de evolutie van het leven en voor de verscheidenheid aan soorten op de planeet Aarde. Ze beschrijft het proces waarbij erfelijke eigenschappen binnen een populatie van organismen veranderen in de loop van de generaties als gevolg van het ontstaan van toevallige genetische variatie, voortplanting en natuurlijke selectie.
Alfred Russel Wallace (1823-1913) en Charles Darwin (1809-1882) worden beschouwd als de belangrijkste grondleggers van de evolutietheorie. Darwin zette zijn verklaring van het ontstaan van soorten door natuurlijke teeltkeus uiteen in zijn boek De oorsprong der soorten. Al vrij kort nadat dit boek in 1859 verscheen, werd de evolutietheorie binnen de wetenschappelijke wereld algemeen aanvaard als verklaring voor het ontstaan van soorten, inclusief dat van de mens. Gedurende anderhalve eeuw sinds Darwin heeft de evolutietheorie belangrijke ontwikkelingen doorgemaakt, met name door nieuwe inzichten op het gebied van de (moleculaire) genetica. Zo werd in de moderne synthese de evolutietheorie gecombineerd met de wetten van Mendel. Ook werd door het onderzoek naar genen en DNA aan de evolutietheorie een basis gegeven in de moleculaire biologie.

## Evolutie

### Erfelijkheid

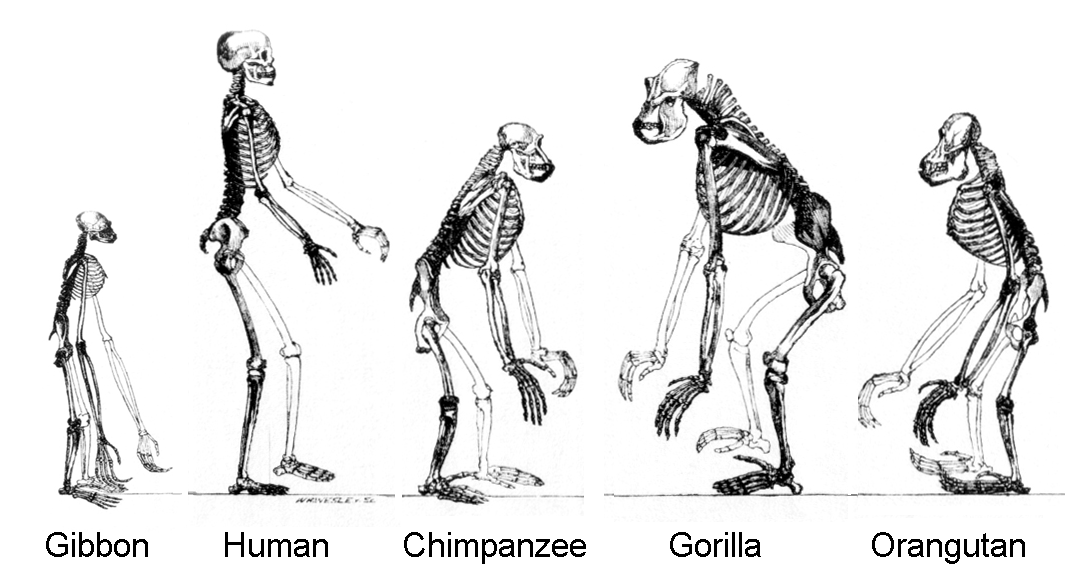
Het skelet van de mens naast dat van andere primaten.

Organismen kunnen bepaalde eigenschappen doorgeven aan hun nakomelingen. Zulke eigenschappen worden erfelijke eigenschappen genoemd en kunnen van ouders op nakomelingen worden doorgegeven. Erfelijke eigenschappen kunnen op verschillende manieren worden overgedragen:
- Bij celdeling van eencellige organismen krijgen de dochtercellen een kopie van het erfelijke materiaal, met meestal hoogstens enkele kleine wijzigingen (mutaties).
- Overerving van de ouders op de nakomelingen; bij eukaryoten is dit de overdracht van het genetisch materiaal in de celkern. Dit is de belangrijkste manier (geslachtelijke voortplanting).
- Overdracht bij eukaryoten van celorganellen met hun genetisch materiaal, zoals bij mitochondriën en plastiden, bij meercellige organismen vaak via de eicel (de vrouwelijke lijn).
- Horizontale genoverdracht is een proces waarbij genetisch materiaal wordt uitgewisseld tussen twee niet-verwante organismen, dus zonder dat er noodzakelijkerwijs een familierelatie is tussen de twee organismen.[2] Dit komt vooral voor bij micro-organismen.

Een erfelijke eigenschap hoeft zich niet altijd in directe nakomelingen te uiten (genexpressie en fenotype), maar kan ook generaties overslaan.
Bij mensen is een voorbeeld van een erfelijke eigenschap de kleur van de ogen.

### Genetische variatie

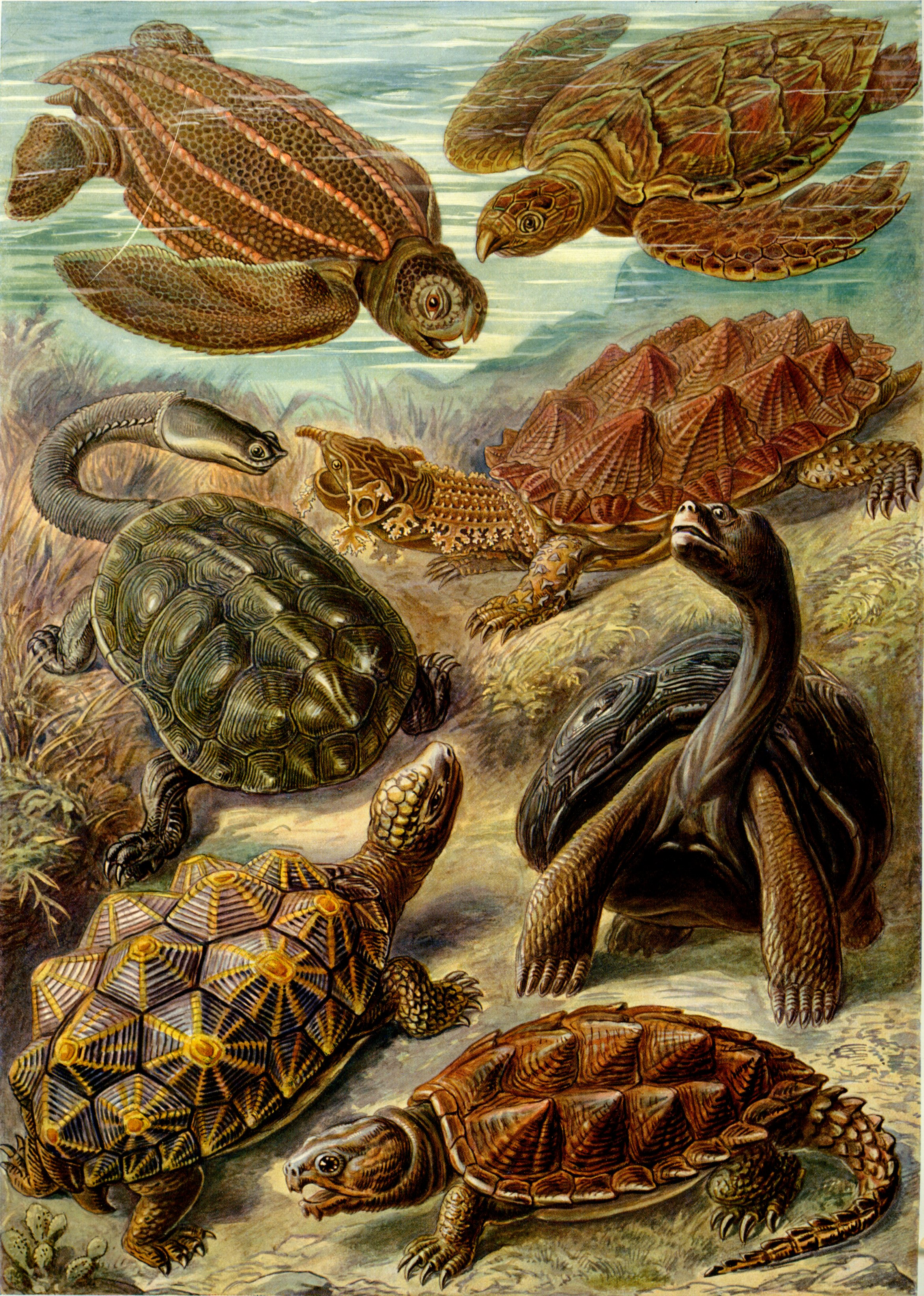
Tekening van verschillende soorten schildpadden in Ernst Haeckels Kunstformen der Natur (1904), die dient om het principe van natuurlijke verscheidenheid te illustreren.

Organismen met nieuwe eigenschappen kunnen ontstaan door mutaties, recombinaties, netwerkevolutie, endosymbiotische genoverdracht en door horizontale genoverdracht.
Mutaties zijn veranderingen in het erfelijk materiaal (DNA of RNA) van een organisme. Er zijn drie hoofdtypen van mutaties: puntmutaties, segmentmutaties en ploïdiemutaties. Beschadiging van de genen bij mutaties, bijvoorbeeld door straling, chemische invloeden of kopieerfouten, wordt bestreden door mutatiereparatiesystemen in de cel; niet-repareerbare mutaties worden meestal in latere generaties weggeselecteerd. Mutaties in het genoom kunnen ook als spandrels bewaard blijven als het gaat om mutaties zonder selectief voor- of nadeel.
Door recombinatie kunnen nieuwe eigenschappen ontstaan. Met recombinatie wordt de herschikking van de genetische eigenschappen van een individu aangeduid. Het gevolg hiervan is dat het nageslacht een andere combinatie van genen heeft dan elk van beide ouder-individuen. In de moleculaire biologie wordt recombinatie in engere zin gebruikt als het gevolg van een crossing-over. Daarbij worden genen die gelinkt zijn (doordat ze op hetzelfde chromosoom liggen) tijdens de meiose, verdeeld over twee homologe chromosomen. De link tussen beide genen wordt in dit proces verbroken.
Horizontale genoverdracht of laterale genoverdracht is een proces waarbij genetisch materiaal tussen twee organismen wordt uitgewisseld (genetische uitwisseling), zonder dat er een nauwe familierelatie is tussen de twee. Als sprake is van horizontale genoverdracht verloopt evolutie waarschijnlijk op een andere manier dan wanneer organismen hun erfelijk materiaal alleen van hun ouders kunnen krijgen.
Symbiogenese is een andere oorzaak van genetische variatie. De endosymbiontentheorie verklaart hoe eukaryoten (zoals planten, schimmels en dieren) geëvolueerd zijn uit bacteriën. De herkomst van mitochondria en plastiden (zoals chloroplasten) in eukaryote cellen (symbiogenese) wordt verklaard door de endosymbiontentheorie (endosymbiotische opname van prokaryoten). In het geval van endosymbiose treedt endosymbiotische genoverdracht (EGT) op: er wordt erfelijk materiaal van de endosymbiont overgedragen via het cytoplasma naar de celkern van de gastheercellen. Op deze manier heeft endosymbiose tot een zo nauwe band geleid tussen beide symbiotische partners, dat er een nieuw organisme is ontstaan. Endosymbiose is in verschillende vormen nog steeds in de natuur waarneembaar.
Netwerkevolutie is een vorm van evolutie waarbij nieuwe levensvormen ontstaan door samenvoeging in plaats van door opsplitsing van bestaande organismen. Reeds gescheiden soorten en zelfs geheel niet-verwante organismen kunnen zich samenvoegen. Bij een aanzienlijk deel van nieuw gevormde plantensoorten speelt bastaardering (hybridisatie) en polyploïdering een rol. Het resultaat is een fylogenetisch netwerk in plaats van de klassieke stamboom. Bij dieren en andere groepen speelt dit minder een rol.

### Selectie

Natuurlijke selectie van donkere kleur.

Sommige individuen in een populatie bezitten een voordelige combinatie van allelen (genvarianten) en zijn daardoor beter toegerust om te overleven dan andere. Door natuurlijke selectie zullen deze individuen meer nakomelingen krijgen, zodat in de populatie de voordelige eigenschap vaker gaat voorkomen. Een voorbeeld van een voordelige eigenschap is een brede snavel wanneer voor een populatie vinken alleen zaden beschikbaar zijn. Wanneer de omstandigheden veranderen en bijvoorbeeld alleen insecten beschikbaar zijn, zullen vrijwel alleen vinken met een combinatie van allelen die leidt tot een smalle snavel overleven en nakomelingen krijgen. De allelen voor een brede snavel zijn echter mogelijk nog in de genenpool van de populatie aanwezig en kunnen bij wijzigende omstandigheden weer tot expressie komen.
Natuurlijke selectie wordt gezien als het belangrijkste evolutiemechanisme, waardoor populaties aangepast raken aan de omstandigheden. Hoewel de evolutie van een soort meestal langzaam plaatsvindt en er pas na tientallen generaties een verandering waar te nemen is, ontstaan op een geologische tijdschaal nieuwe soorten en hebben alle soorten uiteindelijk een gemeenschappelijke afstamming.
Omdat een evolutionaire tijdschaal uitgaat van het aantal generaties en de generatietijd van eencellige micro-organismen veel korter is dan van hogere organismen, rekt de evolutionaire tijdschaal voor de vroege ontwikkeling sterk op, zoals uitgelegd bij diepe tijd. Daarnaast kunnen de genen van een populatie veranderen door genetische drift, een willekeurig proces.
Naast natuurlijke selectie zijn ook andere soorten selectie mogelijk, zoals seksuele selectie of kunstmatige selectie. Seksuele selectie is selectie op eigenschappen die voor overleven wellicht onvoordelig zijn, maar wel gunstig voor voortplanting. Kunstmatige selectie komt voor bij het door mensen fokken van huisdieren of kweken van planten.

### Gemeenschappelijke afstamming

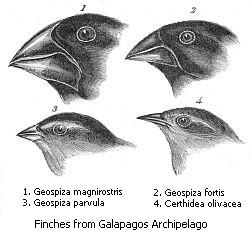
Op de Galapagoseilanden komen 13 soorten darwinvinken voor. Deze vinken lijken veel op elkaar, maar hebben duidelijke verschillen in de vorm van hun bek, samenhangend met het type voedsel dat ze eten. Dit kan verklaard worden met behulp van natuurlijke selectie.

Men spreekt van gemeenschappelijke afstamming als twee of meer soorten een gemeenschappelijke 'vooroudersoort' hebben. Volgens de evolutietheorie is de huidige biodiversiteit op aarde het resultaat van veranderingen vanuit één enkele vooroudersoort, die men zich voorstelt als een uiterst primitieve eencellige, nog zonder celkern. Deze LUCA leefde zo'n 3 tot 4 miljard jaar geleden. LUCA staat voor Last Universal Common Ancestor (laatste universele gemeenschappelijke voorouder).

### Soortvorming
Soortvorming vindt onder andere plaats wanneer een populatie zo gaat afwijken van andere populaties binnen een soort dat deze zich niet meer onderling voortplanten. Er zijn verschillende hypotheses over hoe soortvorming kan plaatsvinden.
- Allopatrische soortvorming zou plaats kunnen vinden wanneer een populatie gesplitst wordt door een geografische barrière. Beide populaties kunnen zich dan onafhankelijk van elkaar ontwikkelen, omdat er geen uitwisseling van erfelijke eigenschappen plaatsvindt.
- Peripatrische soortvorming lijkt veel op allopatrische soortvorming. Bij peripatrische soortvorming gaat het echter om een klein deel van een populatie, die gescheiden raakt van de rest van de populatie in een geïsoleerde niche. Daardoor zou het founder effect op kunnen treden.
- Parapatrische soortvorming lijkt op zijn beurt weer veel op peripatrische soortvorming: een deel van een populatie splitst zich af en vindt een nieuwe niche. Het verschil is echter, dat bij parapatrische soortvorming de populaties nog wel met elkaar in contact kunnen komen.
- Sympatrische soortvorming is de vorming van een soort binnen een populatie, zonder dat er een geografische barrière is gekomen.

## Bewijs voor evolutie

### Taxonomie en vergelijkende anatomie
In de taxonomie worden organismen onderverdeeld in taxonomische groepen (taxa), die dan een rang kunnen krijgen zoals variëteit, soort, geslacht, familie. Zo'n rang is maar betrekkelijk, een kwestie van afspraak. Darwin merkte op dat het vaak moeilijk is onderscheid te maken tussen de rang van variëteit en de rang van soort. Hij stelde dat enerzijds soorten slechts variëteiten zijn, die sterk van elkaar verschillen; en dat anderzijds variëteiten kunnen worden beschouwd als soorten in wording. Doorredenerend volgt hieruit dat de soorten binnen een geslacht ooit variëteiten van een soort zijn geweest; dat de geslachten binnen een familie ooit tot één soort behoorden, etc. Dit leidt tot de conclusie dat alle organismen uiteindelijk een gemeenschappelijke afstamming hebben.

### Fylogenetica

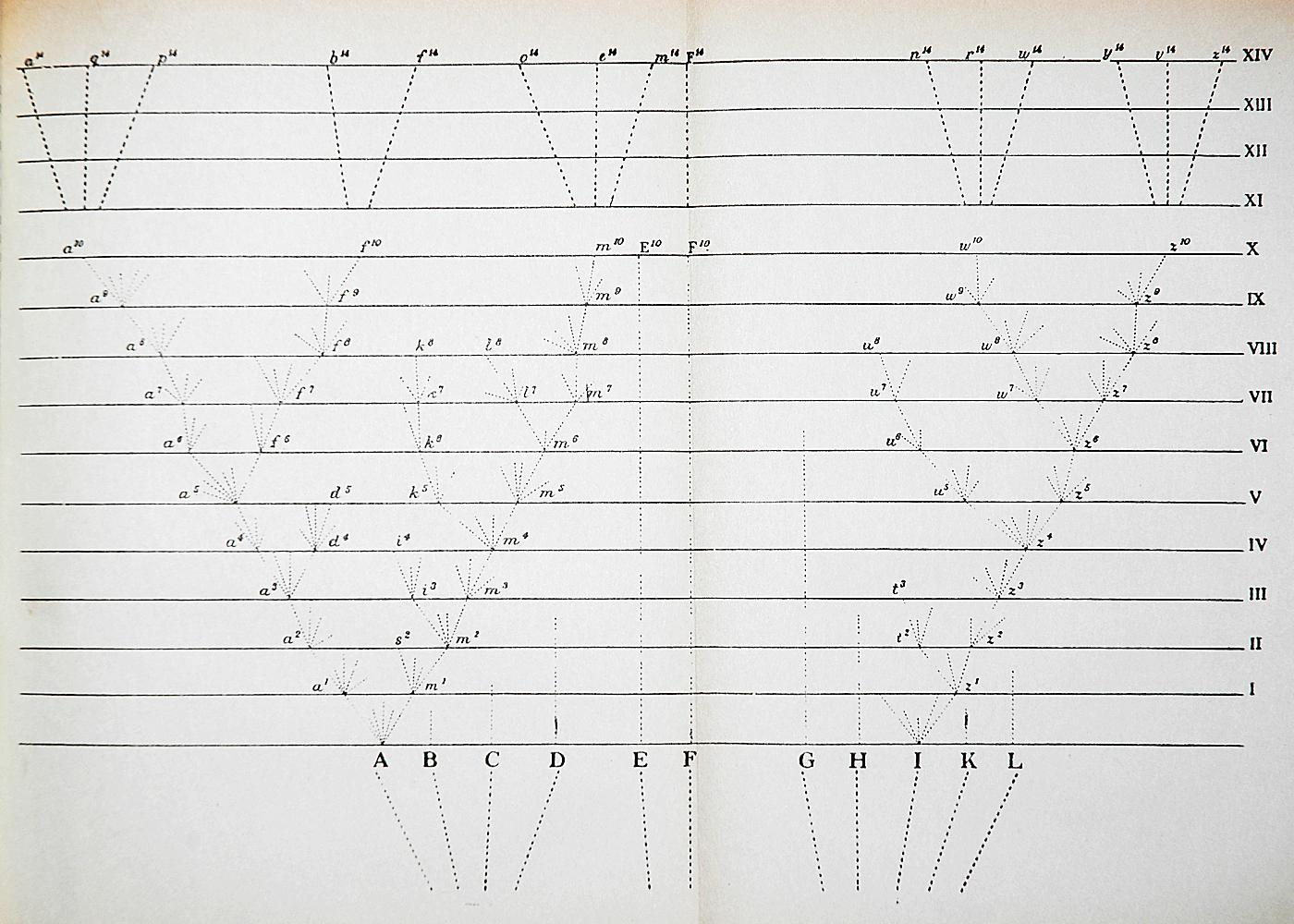
De enige illustratie in The origins of species: een van de eerste weergaven van een fylogenetische stamboom.

In de fylogenetica wordt de evolutionaire verwantschap tussen groepen van organismen bestudeerd. De mate van overeenkomst tussen groepen van organismen wordt gebruikt voor de constructie van een fylogenetische stamboom.
De mate van overeenkomst tussen soorten wordt bepaald met behulp van morfologische, anatomische, paleontologische, ontwikkelingsfysiologische of anderszins zichtbare en meetbare kenmerken, afhankelijk van de stand van de techniek.
In modern onderzoek worden vooral aminozuursequenties in eiwitten en van nucleotiden in DNA- of RNA-sequenties gebruikt, omdat hiermee veel discreet meetbare gegevens verkregen worden, waarmee dan gerekend kan worden. Een bekend resultaat van zo'n DNA-sequentieonderzoek is dat het genoom van de chimpansee voor 95 à 99% overeenkomt met het genoom van de mens. Dergelijke methoden zijn moeilijk tot niet toepasbaar bij uitgestorven organismen door het soms zeer fragmentair aanwezig zijn van erfelijk materiaal. Dan is men aangewezen op morfologische kenmerken.

### Universele kenmerken
Organismen hebben op cellulair niveau universele kenmerken, dat wil zeggen kenmerken die alle organismen gemeen hebben. Bijna alle organismen werken met DNA, RNA en eiwitten. Uitzondering hierop zijn virussen en viroïden met alleen RNA. Bovendien is de genetische code voor (bijna) alle organismen volkomen identiek, al zijn er enkele soorten met minimale afwijkingen. Dit wordt als belangrijk bewijs gezien voor een universele gemeenschappelijke afstamming.

### Fossielen
Hoe het leven er in het verleden heeft uitgezien, blijkt uit de bestudering van het geologisch archief. Dit is alle informatie die in de ondergrond ligt opgeslagen in de vorm van fossielen en gesteenten. Belangrijk is daarbij in welke gesteentelaag een fossiel gevonden is. Het onderzoek naar de relatieve ouderdom (de chronologische volgorde) van gesteentelagen wordt stratigrafie genoemd. Dankzij stratigrafie kunnen fossielen op volgorde van ouderdom gerangschikt worden. De chronologische volgorde en de geografische verdeling van fossielen geeft de evolutionaire geschiedenis van al het leven op Aarde weer. Evolutionaire gebeurtenissen blijken vaak te relateren aan klimaatveranderingen of veranderingen in de ligging van de continenten (paleogeografie).
Door middel van absolute datering wordt de ouderdom van gesteentelagen, en daarmee de ouderdom van de in die lagen gevonden fossielen bepaald. De bekendste methode is radiometrische datering, waarbij gebruikgemaakt wordt van radioactief verval van isotopen om de ouderdom van materialen te bepalen. Een bekend voorbeeld is de methode van C14-datering. Deze methode wordt betrouwbaar geacht tot ouderdommen van ongeveer 40.000 jaar. Voor oudere materialen worden vaak andere methoden gebruikt, zoals de kalium-argonmethode of de uranium-loodmethode.
Naast radiometrische dateringsmethoden worden ook veel andere methoden gebruikt. IJskernen worden gebruikt om atmosferische veranderingen op een tijdschaal van honderdduizenden jaren te bepalen.

### Andere aanwijzingen voor evolutie
- De verdeling van soorten over de aarde: biogeografie. Evolutie kan het al dan niet voorkomen van soorten op verschillende continenten en eilanden verklaren.
- De waargenomen natuurlijke teeltkeus in de natuur en het laboratorium.
- De waargenomen soortvorming in de natuur.
- De ervaring met fokken, kweken en kruisen van planten en dieren: kunstmatige teeltkeus; domesticatie.
- De resultaten uit wiskundige modelberekeningen met de computer.

## Historische ontwikkeling
Gedachten over evolutie waren er al onder de oude Grieken, maar de moderne evolutietheorie kreeg pas haar vorm in de tijd van Darwin. Ook na Darwin heeft de evolutietheorie nog grote veranderingen ondergaan.

### Vóór Darwin

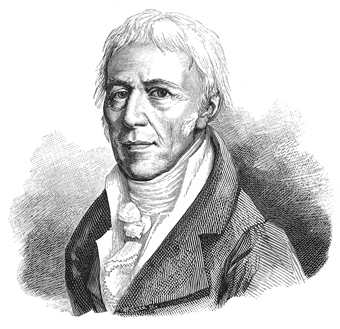
Jean-Baptiste Lamarck, naar wie het Lamarckisme is genoemd

In de Griekse filosofie komt bij Anaximandros (ca. 610 v.Chr. – 546 v.Chr.) al de gedachte van biologische evolutie voor. Anaximandros geloofde dat vissen de eerste levende wezens waren, en dat dieren en mensen daaruit waren ontstaan. Binnen de westerse wereld was het, onder invloed van het christendom, tot in de 19e eeuw het idee algemeen aanvaard dat alle soorten apart geschapen waren. Men geloofde in het verlengde hiervan ook dat soorten onveranderlijk waren.
Dergelijke creationistische opvattingen werden in meerdere of mindere mate gedeeld door diverse wetenschappers, waaronder Linnaeus (1707-1778). Linnaeus ontwierp een systeem om de natuur in te delen in families, geslachten en soorten. Dit hiërarchische systeem vormde de grondslag van de taxonomie van organismen.
Evolutionisten kwamen echter ook voor. Erasmus Darwin (1731-1802), de grootvader van de bekende Charles Darwin, dacht bijvoorbeeld dat alle warmbloedige dieren een gemeenschappelijke afstamming hadden. Onder invloed van de geologie raakte ook steeds meer de opvatting verbreid dat de aarde een ouderdom had van miljoenen jaren. Het uniformitarianisme van James Hutton (1726-1797) en Charles Lyell (1797-1875) speelde hierin een belangrijke rol.
Jean-Baptiste de Lamarck (1744-1829) was een van de eersten die een wetenschappelijke hypothese opstelde over biologische evolutie. Zijn opvatting over de overerving van verworven eigenschappen is bekend geworden onder de noemer Lamarckisme. Deze opvattingen hebben echter nooit algemene aanvaarding gekregen binnen de wetenschap, hoewel bepaalde epigenetische eigenschappen aantoonbaar op een Lamarckiaanse manier kunnen worden overgeërfd.

### Introductie van de evolutietheorie
Charles Darwin ontwikkelde zijn ideeën over de evolutietheorie tijdens zijn loopbaan als natuuronderzoeker. In 1858 kreeg hij een essay van Alfred Russel Wallace (1823-1913), die dezelfde ideeën beschreef over evolutie door natuurlijke selectie. Dit essay leidde ertoe dat Darwin zijn theorie versneld publiceerde. In 1859 gaf Darwin zijn boek uit, met de titel On the Origin of Species by Means of Natural Selection.
Darwins publicatie kreeg veel aandacht en leidde tot felle debatten. De (onterechte) implicatie dat 'de mens van de apen afstamt', leidde tot spot en karikaturen. Kerkelijke instanties wezen de evolutietheorie af, omdat ze in strijd was met de scheppingsleer. Maar onder naturalistische wetenschappers en liberale denkers werd de evolutietheorie wel goed ontvangen. Voor hen was Darwins theorie de eerste goede natuurlijke verklaring voor de oorsprong van de soorten.
In On the Origin of Species wijdt Darwin het tweede hoofdstuk aan Variation under Nature (natuurlijke variatie), als vervolg op het eerste hoofdstuk over Variation under Domestication. Het probleem voor Darwin was, dat hij geen verklaring kon geven voor het bestaan van natuurlijke variatie. Hij wist namelijk niet goed waardoor deze variatie werd veroorzaakt. In de 20e eeuw heeft echter de kennis op het gebied van de genetica een hoge vlucht genomen. Daardoor is men beter gaan begrijpen hoe genetische variatie door het voorkomen van mutaties de basis kan vormen voor evolutionaire processen.

### Moderne synthese
Aan het begin van de 20e eeuw werden de Wetten van Mendel, die de basis vormen van de moderne genetica, herontdekt door onder meer de Nederlander Hugo de Vries en de Duitser Carl Correns.
Hugo de Vries introduceerde ook begrippen als mutatie en gen, en stelde dat nieuwe soorten kunnen ontstaan door middel van een enkele mutatie (het zogenaamde saltationisme). Overigens geloofden de meeste wetenschappers na hem, in overeenstemming met Darwin, dat soorten zouden ontstaan door meer geleidelijke veranderingen.
Thomas Hunt Morgan (1866-1945) demonstreerde door middel van experimenten met het fruitvliegje Drosophila melanogaster dat genen op chromosomen liggen en de basis vormen voor erfelijkheid.
Ronald Aylmer Fisher (1890-1962), Sewall Wright (1889-1988) en J.B.S. Haldane (1892-1964) ontwikkelden ondertussen de populatiegenetica. Zij ontwikkelden berekeningen en statistische analyses om de invloed van processen zoals natuurlijke selectie en genetische drift te bepalen. Hun hoofdwerken verschenen in de jaren dertig en veertig van de twintigste eeuw.
Het werk van bovengenoemde wetenschappers (naast de bijdragen van vele anderen) leidde tot de moderne evolutionaire synthese. In de moderne synthese werden, kort gezegd, de nieuwe inzichten op het gebied van de Mendelse en populatiegenetica gecombineerd met de evolutietheorie van Darwin. Met andere woorden, de moderne synthese gaf de evolutietheorie een mechanistische basis in de genetica. Die genetica was echter nog geen moleculaire genetica, want deze synthese speelde zich af ruim vóór 1953 toen Watson en Crick de moleculaire structuur van DNA publiceerden.

### Sociaal darwinisme
Door verschillende personen in de geschiedenis is sinds de publicatie van Darwin getracht evolutie ook in sociaal opzicht toe te passen. Zo streefden de nazi's naar het creëren van een perfecte mens, door de in hun ogen untermenschen weg te "selecteren". De eugenetica was ook in andere landen, zoals Zweden en Zwitserland, invloedrijk en leidde er onder andere toe dat krankzinnigen gesteriliseerd werden. Dergelijke ideologieën worden over het algemeen beschouwd als misbruik van de evolutietheorie.

### Recente geschiedenis

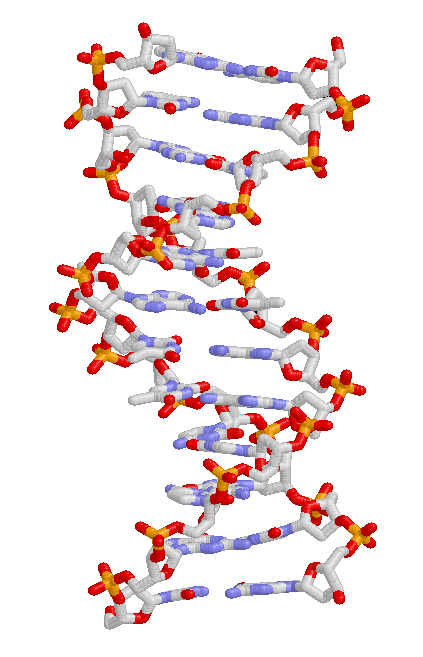
De dubbele helixstructuur van DNA.

Na de publicatie van de moleculaire structuur van DNA (de dubbele helix) door James Watson en Francis Crick in 1953 nam het onderzoek op het gebied van de moleculaire genetica een hoge vlucht. In de jaren vijftig en zestig werd het mechanisme van DNA-replicatie, eiwitsynthese, en de genetische code opgehelderd. Mendelse mutaties werden herleid tot veranderingen in de basevolgorde van het DNA en ook populatiegenetica werd geïnterpreteerd in moleculaire termen. Deze ontwikkelingen leidden samen tot de neodarwinistische evolutietheorie. Er was nu een theorie over hoe evolutie werkt op moleculair niveau.
In de jaren zestig en zeventig ontwikkelde Motoo Kimura de neutral theory of molecular evolution. Deze theorie legt de nadruk niet op evolutie door natuurlijke selectie, maar op de evolutie van neutrale eigenschappen door middel van genetische drift. Kimura's theorie zorgde voor het debat tussen de zogenaamde selectionisten enerzijds en de neutralisten anderzijds.
In 1972 publiceerden Niles Eldredge en Stephen Jay Gould hun theorie over het Punctuated equilibrium. Deze theorie stelde dat evolutie normaal gesproken nauwelijks optreedt, maar als het optreedt (bijvoorbeeld door grote klimatologische veranderingen), de snelheid van de evolutie hoog is. Deze theorie, die onder meer gebaseerd was op paleontologisch onderzoek, riep veel discussie op.
Ondertussen gingen de ontwikkelingen op het gebied van de moleculaire genetica in hoog tempo door. Men ontdekte bijvoorbeeld dat het genoom van veel organismen voor het grootste gedeelte uit niet-coderend DNA bestond. Aanvankelijk werd dit benoemd als junk-DNA, maar er kwam ook steeds meer onderzoek naar de functie van dit DNA.
In 1975 publiceerde Frederick Sanger een methode om DNA te sequencen. De methoden voor DNA-sequencing werden steeds geavanceerder. DNA-sequencing werd een standaardmethode in de moleculaire biologie. DNA-sequenties werden steeds meer gebruikt om de verwantschap tussen organismen te bepalen, in plaats van uiterlijke kenmerken. Men begon ook met het ontcijferen van het gehele genoom van steeds meer organismen. In 2001 werden de DNA-sequenties van het humane genoom gepubliceerd, en in 2006 van het genoom van de chimpansee.
Het is ondertussen duidelijk geworden dat bij organismen niet al hun erfelijke materiaal is verkregen van voorouders, maar dat ook genen kunnen worden overgedragen tussen soorten door horizontale genoverdracht en endosymbiotische genoverdracht.

## Misvattingen over evolutietheorie
De weerlegging van enkele misverstanden over de evolutietheorie volgens Bas Haring in de Volkskrant en Talkorigins.org:
| Misvatting                                                                                 | Weerlegging |
| ------------------------------------------------------------------------------------------ | --- |
| De evolutietheorie is toch maar een theorie.                                               | De evolutietheorie is niet zomaar een ongegronde speculatie. Het is een bijzonder aannemelijke wetenschappelijke theorie, die is opgebouwd op grond van zeer vele, onafhankelijke resultaten van uiteenlopende vakgebieden. Hoewel er nog veel onderzoek gedaan wordt en er op details onzekerheden zijn, waar onderzoekers graag de nadruk op leggen, staat de evolutietheorie zelf als een huis. Mochten er feiten opduiken die in strijd zijn met de evolutietheorie, dan wordt zij verworpen (falsificatie). |
| Evolutie leidt tot een geleidelijke verbetering van levensvormen.                          | Evolutie kent geen richting of doel. Het is een 'blind' proces, louter een vorm van verandering, maar de omgeving selecteert de gunstigste aanpassing. |
| De mens stamt af van de apen.                                                              | Mens en aap hebben een gemeenschappelijke voorouder. Denk aan de stam van een boom met verschillende uitlopers. Wel zal de gemeenschappelijke voorouder er uiteraard aapachtig (en mensachtig) uitgezien hebben. |
| Evolutie is survival of the fittest.                                                       | Deze uitspraak is afkomstig van Herbert Spencer, en pas later door Darwin overgenomen. Het betekent dat de organismen die het best passen (Engels: to fit) in hun leefomgeving overleven, niet de fitste. |
| Uit een simpel blind proces zoals evolutie kan niet zoiets complex als het oog voortkomen. | Er bestaan vele diersoorten met allerlei eenvoudiger vormen van ogen, zoals een orgaan dat alleen licht of donker waarneemt, of een netvlies zonder lens. Het oog kan dus ook stapje voor stapje uit primitievere versies zijn ontstaan, waarbij elke tussenvorm nuttig voor het organisme is. Computersimulaties bevestigen dit. Dus hoewel mutaties willekeurig ontstaan, blijven daarvan door selectiedruk alleen de aan het milieu aangepaste over.                                                          |
| De zwakken helpen druist in tegen de evolutie.                                             | Evolutie is moreel neutraal en beoordeelt hulp dus niet als goed of kwaad. Altruïsme is zeer wel verklaarbaar vanuit de evolutietheorie, want deze eigenschap kan helpen bij de overleving van genetisch materiaal langs aanverwanten of omwille van reciprociteit bij niet-verwanten (zie W.D. Hamilton, Richard Dawkins). |

## Stand van de wetenschap
Op het gebied van de biologie achter de evolutietheorie is nog veel onbekend en wordt nog veel onderzoek gedaan.
De epigenetica is een onderzoeksgebied dat sterk in opkomst is. De epigenetica bestudeert de factoren die direct of indirect de structuur en het functioneren van het genoom kunnen beïnvloeden. Dergelijke epigenetische factoren (waaronder het chromatine) kunnen erfelijk zijn en spelen waarschijnlijk een belangrijke rol in verschillende evolutionaire processen.

### Astrobiologie
De astrobiologie houdt zich bezig met het ontstaan en de ontwikkeling van buitenaards leven. De astrobiologie is in hoge mate speculatief. Op grond van de vergelijking van Drake achten sommigen het zeer waarschijnlijk dat er ook elders in het heelal leven is ontstaan. In het SETI-project wordt zelfs gezocht naar radiosignalen van buitenaardse beschavingen. Volgens de diverse panspermie-hypothesen is het leven op aarde elders in het heelal ontstaan en door middel van meteorieten of andere 'voertuigen' op aarde geland.

### Ontwikkelingsbiologie
- evo-devo (evolutionary development = evolutionaire ontwikkeling): de evolutionaire rol van genen die een functie hebben in de ontwikkelingsbiologie (zoals de hoxgenen) (sinds de jaren negentig)
- Hoe wordt asymmetrie bepaald in een embryo?
- Hoe evolueren ledematen, vinnen en gezichten?

### Antropologie
- Ligt moraliteit vast in de hersenen?
- Wat gaf aanleiding tot modern menselijk gedrag?
- Wat zijn de wortels van menselijke cultuur?
- Wat zijn de evolutionaire wortels van taal en muziek?
- Wat zijn menselijke rassen, en hoe zijn ze ontwikkeld?

### Sociobiologie
Edward Osborne Wilson publiceerde in 1975 het boek "Sociobiology: The New Synthesis" waarin de evolutie van sociaal gedrag centraal staat. De sociobiologie was indertijd omstreden, omdat ze ook sociaal gedrag van de mens in het licht van de evolutie zette.

### Onbeantwoorde vragen
In 2005 publiceerde het tijdschrift Science in een jubileumnummer een overzicht van de 125 grootste (onbeantwoorde) vragen in de natuurwetenschap. Uit deze vragen worden hieronder de vragen genoemd, die te maken hebben met evolutie:
Uit de 25 belangrijkste vragen
- Wat is de biologische basis van het bewustzijn?
- Waarom hebben mensen zo weinig genen?
- Wat bepaalt de diversiteit van soorten?
- Welke genetische veranderingen maakten ons uniek menselijk?
- Hoe is coöperatief gedrag geëvolueerd?

Uit de 100 overige vragen
- Welke rol spelen de verschillende vormen van RNA in het functioneren van het genoom?
- Welke rol spelen telomeren en centromeren in het functioneren van het genoom?
- Waarom zijn sommige genomen zo groot en andere heel compact?
- Wat doet al het junk-DNA in het genoom?
- Hoe kunnen er behalve mutaties ook andere veranderingen in het genoom overgeërfd worden?
- Zal er ooit een fylogenetische stamboom komen waar alle systematici het over eens zijn?
- Hoeveel soorten zijn er op aarde?
- Wat is een soort?
- Waarom komt horizontale (of laterale) genetische uitwisseling tussen organismen zo vaak voor, en hoe?
- Wat was de LUCA (laatste universele gemeenschappelijke voorouder)?
- Hoe zijn bloemen geëvolueerd?
- Wat veroorzaakte massa-uitstervingen?
- Waarom waren sommige dinosauriërs zo groot?
- Hoeveel soorten van de mens bestonden er naast elkaar, en hoe zijn ze onderling verwant?

## Levensbeschouwelijke context
Levensbeschouwingen beïnvloeden vaak de visie van een individu op de evolutietheorie. Er kan grofweg onderscheid gemaakt worden tussen het creationisme en het evolutionisme. Creationisten zijn mensen die geloven in een bovennatuurlijke verklaring voor het ontstaan van materiële zaken, evolutionisten zijn ervan overtuigd dat natuurlijke verklaringen volstaan. In de praktijk is er echter sprake van veel meer opvattingen zoals het emanationisme (waarbij evolutie en involutie hand in hand gaan) en de theorie van Lamarck die gezien kan worden als pure evolutie in de letterlijke betekenis van het woord evolutie. In tegenstelling tot evolutietheorie is creationisme niet wetenschappelijk. Wetenschap houdt zich uitsluitend bezig met natuurlijke verklaringsmodellen, terwijl creationisme zich juist richt op een bovennatuurlijke verklaring. Om deze reden past een verhandeling vanuit een creationistische visie niet in enige wetenschappelijke verhandeling, althans niet als alternatief voor evolutietheorie, mogelijk wel als onderwerp van studie binnen bijvoorbeeld de filosofie.

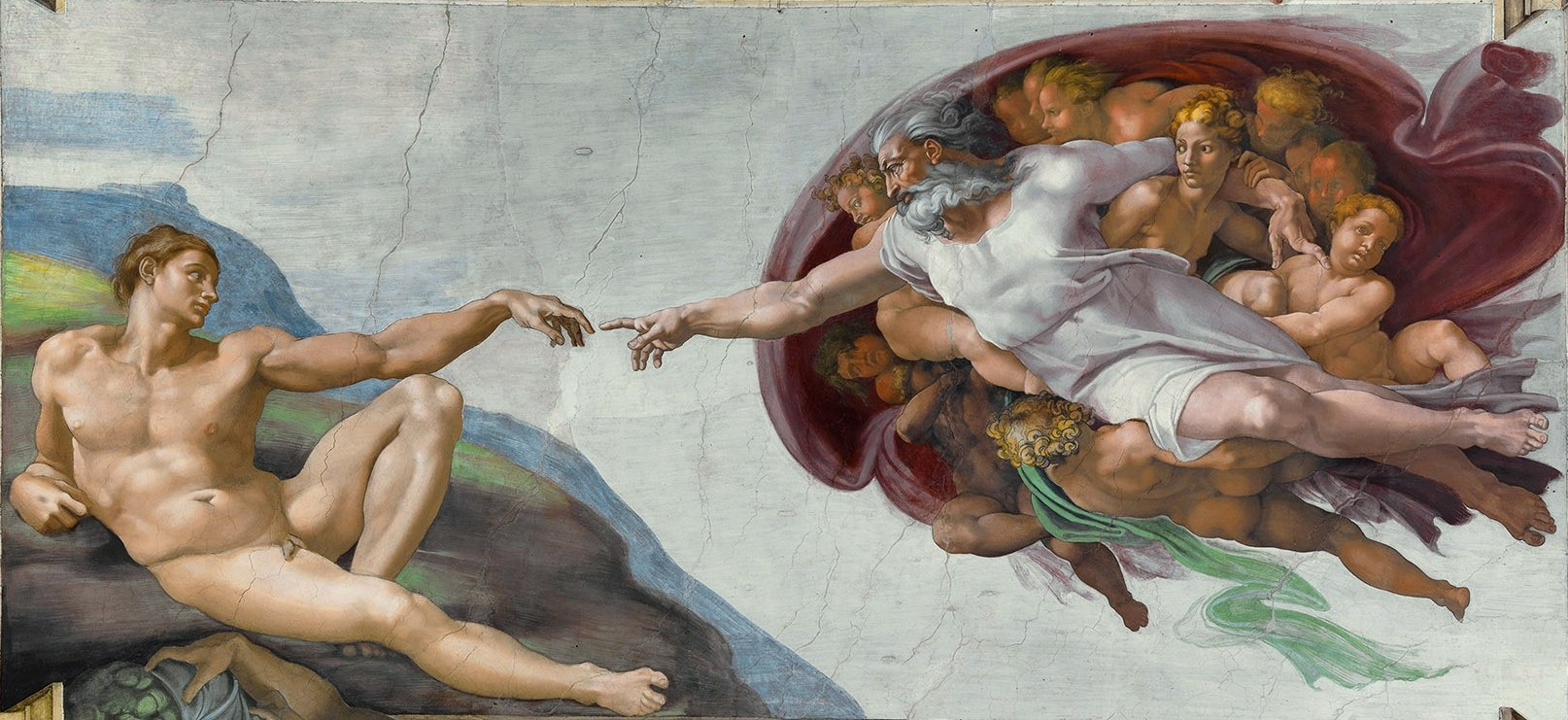
De schepping van Adam van Michelangelo.

### Creationisme
Creationisme is de religieus geïnspireerde overtuiging of opvatting dat het universum en de Aarde maar ook alle planten en dieren alsmede de mens hun ontstaan te danken hebben aan een bijzondere scheppingsdaad. Deze scheppingsdaad impliceert een schepper en kan gezien worden als een vrij plotseling en eenmalig gebeuren dan wel als een geleidelijk en voortgaand proces. Creationisten geven zo een religieuze verklaring voor het bestaan van de soorten en verwerpen daarmee (grotendeels) de evolutietheorie. Er zijn verschillende stromingen binnen het creationisme. De hoofdstroming wordt gevormd door christenen die op grond van het Bijbelboek Genesis geloven dat God de wereld (inclusief de soorten) geschapen heeft, en dat de schepping toevertrouwd is aan de mens, die door God apart gemaakt is. In het bijzonder in de Verenigde Staten is het creationisme sterk georganiseerd. Veel creationisten geloven dat er verschillende door God geschapen hoofdtypen, hoofdsoorten, zijn; dat deze in de loop van de jaren gevarieerd zijn tot de dieren die we nu kennen, en dat evolutie slechts beperkt mogelijk is.

### Intelligent Design
De Intelligent Designbeweging is in de jaren negentig in gang gezet, onder meer door William Dembski en Michael Behe. Zij hebben geprobeerd aan te tonen dat er een 'intelligent ontwerp' ten grondslag moet liggen aan het leven. Het concept van onherleidbare complexiteit (irreducible complexity) speelt hierin een belangrijke rol. Over de identiteit van de 'ontwerper' wordt niets gezegd. In de Kitzmiller v. Dover Area School District (in de Verenigde Staten) werd Intelligent Design bestempeld als een vorm van creationisme; en dus een onwetenschappelijke en religieuze beweging. De wetenschappelijke gemeenschap wijst de uitbreiding van wetenschap met bovennatuurlijke verklaringen af. Ook wijst ze het concept van onherleidbare complexiteit af. vanwege een grote hoeveelheid conceptuele en feitelijke onjuistheden.
Bij het idee van "onherleidbare complexiteit" is er het probleem van de verwarring van het kernvraagstuk (Heeft de evolutie plaatsgevonden?) met het vraagstuk van het mechanisme (Hoe en met welke tussenstappen heeft evolutie plaatsgevonden? Waarom zó, en niet anders?). Indien een bepaald mechanisme (nog) niet te verklaren zou zijn, is dat nog geen argument tegen de bijbehorende theorie. Als analogie kan een voorbeeld uit het verleden worden genoemd over het waargenomen feit van het uiteendrijven van de continenten, en de latere verklaringen daarvan.
- Unintelligent Design is een van de satirische reacties op intelligent design.
- Intelligent falling is een geparodieerd pseudowetenschappelijke bovennatuurlijke uitleg over de oorzaken van de zwaartekracht.

### Theïstisch evolutionisme
Theïstisch evolutionisme wordt ook wel evolutionistisch creationisme genoemd. Theïstisch evolutionisten vatten de eerste hoofdstukken van Genesis niet letterlijk op, in tegenstelling tot de meeste creationisten. Zij vinden daarom dat evolutietheorie verenigbaar is met het geloof in God als Schepper. Gemeenschappelijke afstamming van soorten wordt daarbij gezien als onderdeel van een schepping.

### Materialisme
Het materialisme is een filosofische stroming die meent, dat de werkelijkheid herleid kan worden tot de materie. Het materialisme speelt een belangrijke rol in de wetenschap. Er is wederzijdse ondersteuning tussen de evolutietheorie en het materialisme. Het materialisme vraagt een natuurlijke verklaring voor de oorsprong van soorten. De abiogenesis geeft deze en bekrachtigt daarmee het postulaat van het filosofisch materialisme.

### Atheïsme
Atheïsten zijn mensen die niet in het bestaan van god(en) geloven. Het inroepen van een godheid of schepper in het algemeen en dus ook bij het ontstaan van soorten vinden zij een overbodige hypothese, of een geloofssprong, die op zich geen verklaring geeft. Atheïsten gaan uit van de kennis die de wetenschap verschaft zoals die onder andere is uitgekristalliseerd in wetenschappelijke theorieën. Voor hen biedt de evolutietheorie daarom een goede verklaring voor het ontstaan van soorten.
In een onderzoek uit 1996 kwam naar voren dat rond de 40% van de wetenschappers in de Verenigde Staten in een persoonlijke god geloofde. In 1998 werd dit onderzoek herhaald voor een geselecteerde groep belangrijke wetenschappers. In deze groep was dit voor 7% het geval, terwijl dit bij vergelijkbare onderzoeken in 1914 en 1933 nog respectievelijk 27,7% en 15 % was.. Een groot deel van de Amerikanen durft er niet voor uit te komen dat zij atheïst zijn, wat voor wetenschappers niet opgaat. Bij deze onderzoeken werd geen link gelegd met de evolutietheorie. Een groot deel van de geologen en biologen in de Verenigde Staten (die vrijwel allemaal evolutietheorie accepteren) was echter desondanks niet atheïstisch (stand in 2010).
Religie wordt door wetenschappers vaak verklaard als een verschijnsel dat evolutionair voordeel oplevert, of als een neveneffect van bijvoorbeeld een goed voorstellings- en/of inlevingsvermogen.